# 今宮神社 (鹿沼市)
今宮神社（いまみやじんじゃ）は、栃木県鹿沼市の神社。

## 歴史
782年（延暦元年）に創建された。大同年間（806年 - 810年）に日光三所大権現（二荒山大神）を勧請したことから、日光二荒山神社の分社的性格を有している。
1535年（天文3年）、壬生綱房が鹿沼城を築城した際に、現在地に移転した。
1590年（天正18年）の小田原合戦の際に、壬生氏は後北条氏に加担したため改易となった。その後、新たに鹿沼宿の鎮守として整備されることになった。
当社の祭礼の鹿沼今宮神社祭の屋台行事は、国の重要無形民俗文化財に指定されている。

## 文化財
- 鹿沼今宮神社祭の屋台行事（重要無形民俗文化財 平成15年2月20日指定）[4]
- 銅製鰐口（栃木県指定有形文化財 昭和33年4月25日指定）[5]
- 今宮神社唐門（栃木県指定有形文化財 昭和33年4月25日指定）[6]
- 今宮神社本殿・拝殿・幣殿附宮殿（栃木県指定有形文化財 平成4年2月28日指定）[7]
- 今宮神社大太鼓（鹿沼市指定有形文化財 平成5年2月26日指定）[8]
- 刀《荒川貞五郎直行》（鹿沼市指定有形文化財 平成5年8月26日指定）[9]
- 太刀《利行》（鹿沼市指定有形文化財 平成5年8月26日指定）[10]

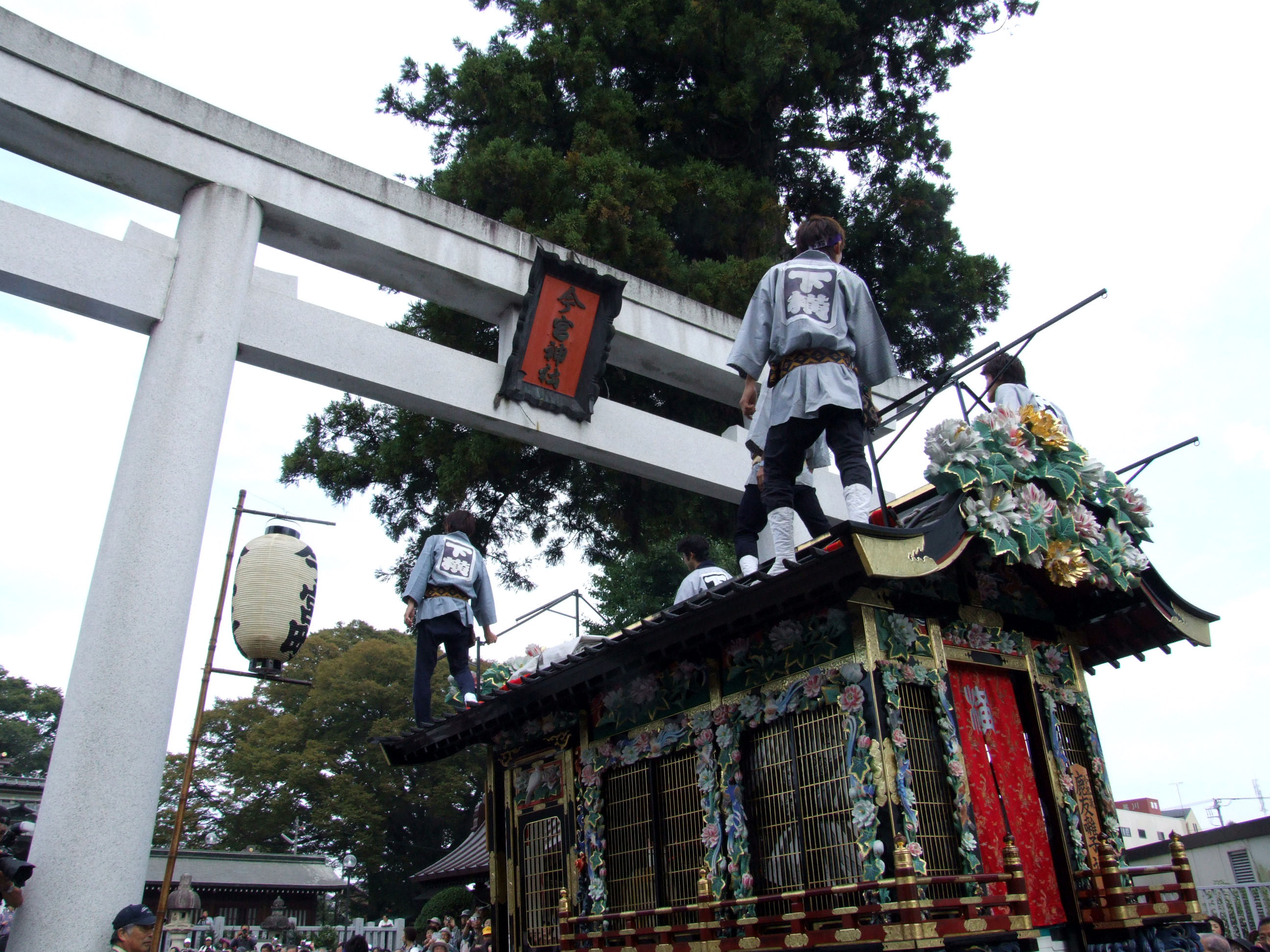
今宮神社祭の屋台行事

## 交通アクセス
- 新鹿沼駅より徒歩15分。